# رومسدالسهورنه

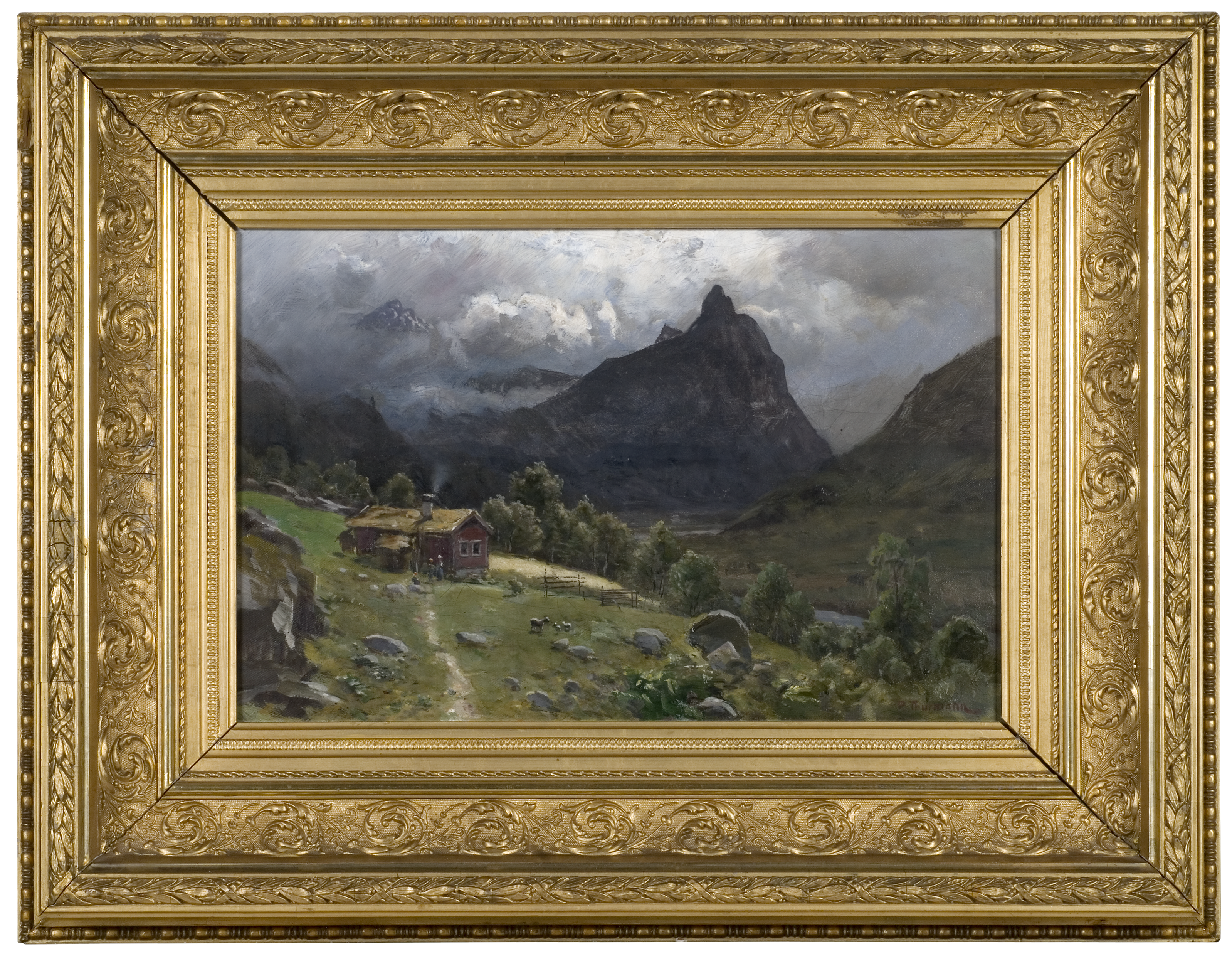
نقاشی «چشم‌انداز» (Landskap) توسط پدر کاپلن ثومن، موزه ملی سوئد، استکهلم.

رومسدالسهورنه (نروژی: Romsdalshornet) یک کوه در شهرداری راوما در شهرستان موره او رومسدال، نروژ است. این کوه ۱۰ کیلومتر (۶٫۲ مایل) جنوب شرقی شهر اوندالسنس، در امتداد رودخانه راوما در دره رومسدالن قرار دارد. خط راه‌آهن راوما و بزرگراه جاده ئی۱۳۶ اروپا هر دو از کنار کوه می‌گذرند. کوه استوره ونیاتیندن در ۳ کیلومتر (۱٫۹ مایل) شرق کوه و ۳ کیلومتر (۱٫۹ مایل) به سمت غرب (در سراسر دره) کوه استوره ترولتین قرار دارد - بخشی از ترولوگن / خط‌الراس ترولتیندان.
کوهی محبوب برای کوهنوردی است که بهتر است در اواخر تابستان انجام شود. پایین آمدن با راپل توصیه می‌شود.

## تاریخچه
اولین صعود «رسمی» در ۱ سپتامبر ۱۸۸۱ توسط کوهنورد دانمارکی، کارل هال، همراه با نروژی‌ها، اریک نورهاگن و ماتیاس سوگمون انجام شد. آن‌ها فقط برای کشف سنگ‌چین که کریستن اسمد و هانس بیرملان در حدود سال ۱۸۲۸ برپا کرده بودند صعود کردند. قبلاً هیچ‌کس باور نمی‌کرد که قله رومسدالسهورنه صعود شده باشد تا اینکه «هال» سنگ‌چین آنها را کشف کرد.
آرنه راندش هین اولین صعود زمستانی رومسدالسهورنه را در سال ۱۹۳۰ انجام داد.